# Eucalyptus mannifera
Eucalyptus mannifera, el eucalipto quebradizo, es una especie de árbol de la familia Myrtaceae. 

## Descripción
Erecto, con una copa abierta y extendida y ramas retorcidas, este árbol resistente a las heladas y procedente de las zonas más frías del sudeste de Australia, crece rápidamente hasta 12 m. Su corteza blanquecina pulverulenta adopta tonos anaranjados en verano, antes de desprenderse a tiras. Las hojas son falciformes, verdeazuladas, estrechas y finas. Sus pequeñas flores de color crema nacen en racimos, normalmente de primavera a verano.

## Taxonomía
Eucalyptus mannifera fue descrita por William Faris Blakely y publicado en Trans. Med. Bot. Soc. 1(3): 24. 1834.
Etimología
Eucalyptus: nombre genérico que proviene del griego antiguo: eû = "bien, justamente" y kalyptós = "cubierto, que recubre". En Eucalyptus L'Hér., los pétalos, soldados entre sí y a veces también con los sépalos, forman parte del opérculo, perfectamente ajustado al hipanto, que se desprende a la hora de la floración.
Variedades y sinonimia
subsp. gullickii (R.T.Baker & H.G.Sm.) L.A.S.Johnson, Contr. New South Wales Natl. Herb. 3: 108 (1962). De Nueva Gales del Sur.
- Eucalyptus gullickii R.T.Baker & H.G.Sm., Res. Eucalypts, ed. 2: 128 (1920).

subsp. maculosa (R.T.Baker) L.A.S.Johnson, Contr. New South Wales Natl. Herb. 3: 107 (1962). De Nueva Gales del Sur a Victoria.
- Eucalyptus maculosa R.T.Baker, Proc. Linn. Soc. New South Wales 24: 598 (1900).
- Eucalyptus gunnii var. maculosa (R.T.Baker) Maiden, Proc. Linn. Soc. New South Wales 26: 561 (1902).

subsp. mannifera. De Nueva Gales del Sur a Victoria.
subsp. praecox (Maiden) L.A.S.Johnson, Contr. New South Wales Natl. Herb. 3: 107 (1962). De Nueva Gales del Sur.
- Eucalyptus praecox Maiden, J. Proc. Roy. Soc. New S. Wales 48: 123 (1914 publ. 1915).
- Eucalyptus lactea R.T.Baker, Proc. Linn. Soc. New South Wales 25: 691 (1901).[3]